# Wrap (gastronomia)
Wrap è un termine utilizzato negli Stati Uniti per indicare un alimento che consiste in una sfoglia morbida arrotolata intorno a un ripieno con carne affumicata a freddo o pesce accompagnati da verdure e salse. I wrap vengono classificati come sandwich e, per le loro caratteristiche, vengono correlati ad altri piatti simili come i burrito messicani o le piadine arrotolate italiane.

## Storia
Gli antecedenti del wrap sono innumerevoli e se ne possono rintracciare le origini sin dall'antichità come confermano ad esempio i cosiddetti gyros greci, che sono stati fatti risalire all'epoca in cui visse Alessandro Magno, e i burrito, documentati nel Diccionario de Mexicanismos del 1895.
Tuttavia, il vero e proprio wrap risulta inventato nel Sami's Falafel di Boston, i cui proprietari affermano di aver venduto panini arrotolati sin dal 1979, mentre la catena di fast food I Love Juicy li avrebbe resi noti in tutti gli USA nei primi anni ottanta.
Altre fonti ritengono che sia stato invece il manager di baseball Bobby Valentine ad inventare la sfoglia farcita nel 1982. Infatti, mentre preparava dei club sandwich nel suo locale, lo Sports Gallery Cafe di Stamford (Connecticut), il tostapane si ruppe e decise di sostituire il pane tostato con quello per preparare le tortilla prima di sciogliere del formaggio sulla cima per evitare che la pasta si aprisse. Valentine nominò il suo panino Club Mex. La catena World Wrapps, con sede a San Francisco, che aprì la sua prima sede nel febbraio del 1995, è nota per aver reso popolare la sfoglia ripiena a livello nazionale.

## Oggi
Oggi è diffuso a livello internazionale alcuni ristoranti come KFC e McDonald's dove servono il suo pollo in un wrap come scelta di menu, con lattuga, maionese e salse varie.

### Wrapperie
È stato introdotto un pubblico esercizio che da qualche anno si fanno chiamare wrapperie cioè delle attività di gestione simile alle piadinerie locali dove vendono e si consumano wrap o piatti gastronomici di quel tipo con vari ingredienti.